# Medialivre
Medialivre, anteriormente Cofina Media e Investec é uma empresa portuguesa fundada em 1995 e que se dedica sobretudo aos média. Em 2023 foi adquirida por um MBO e outros investidores, como Cristiano Ronaldo.

## História

### 1995-2005: Início
A estratégia de desenvolvimento da empresa assentava no crescimento orgânico e no lançamento de novos produtos de média, em todos os segmentos, quer por via de aquisições, quer através de novos lançamentos. A Cofina detinha participações em vários negócios, nomeadamente média, pasta de papel, aços, entre outros. Em 2005, foi realizado o spin-off das participações fora do sector de media (Altri), ficando a Cofina, exclusivamente, com os activos de imprensa.

### 2019-2020: Críticas a uma possível fusão da Cofina com a TVI
Em outubro de 2019, jornalistas e comentadores da Sociedade Independente de Comunicação (SIC) criticaram a possível fusão Cofina com a TVI. O comentarista do ‘Eixo do Mal’, Pedro Marques Lopes, escreveu no Twitter: 
No dia em que o país está de luto por Freitas do Amaral, o jornal do principal grupo de comunicação social portuguesa (Media Capital + Cofina) enche a primeira página com ‘Vibradores tramam pedófilo arrependido'.
Daniel Oliveira, outro comentador do ‘Eixo do Mal’, disse que "o mais poderoso grupo de media português passará a estar nas mãos de um grupo que se dedica ao jornalismo sensacionalista e que tem uma agenda política clara. A compra da TVI pela Cofina é, em décadas, dos momentos mais determinantes para a nossa democracia". O jornalista Pedro Coelho questionou: "Imaginem o efeito que teria num qualquer país se uma pequeníssima televisão tabloide tomasse conta de um canal nacional que foi 19 anos líder de audiências?"
A Cofina tornava-se o maior grupo de comunicação de Portugal ao comprar a TVI. A Anacom, a ERC e a Autoridade da Concorrência deram parecer favorável, autorizando que a Cofina comprasse a TVI em novembro de 2019, mas a Cofina acabou por desistir do negócio em março de 2020.

### 2023: Mudança de proprietários e de designação
Em novembro de 2023, a Cofina Media foi comprada por um grupo de investidores, a Expressão Livre, que reunia atuais e antigos quadros da empresa, bem como outros investidores, incluindo Cristiano Ronaldo. A compra teve um custo de 56,8 milhões de euros.
Após a aquisição, o nome e identidade visual da marca Cofina Media foi substituído, surgindo desde aí como Medialivre.

## Meios de comunicação social e outros
A Medialivre detém, em abril de 2024, os seguintes títulos/marcas:
Televisão
- CMTV
- Now

Rádio
- Correio da Manhã Rádio[10]

Jornais
- Correio da Manhã
- Record
- Jornal de Negócios
- Destak

Revistas
- Flash!
- TV Guia
- Máxima
- Sábado

Outros
- Boost Solutions
- Empregos Online
- Loja XL

## Acionistas
Em abril de 2024, os acionistas da Expressão Livre, que detêm a totalidade da Medialivre, eram os seguintes:
| Entidade             | % de capital |
| -------------------- | ------------ |
| Sorolla - SGPS, S.A. | 32%          |
| CR7, S.A.            | 30%          |
| Actium Capital, S.A. | 10%          |
| Caderno Azul, S.A.   | 10%          |
| Livrefluxo, S.A.     | 10%          |

## Logotipos

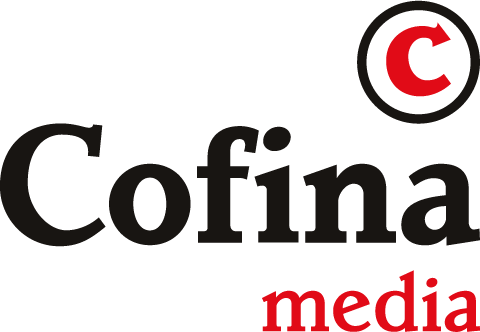
Logotipo da Cofina Media (1995–2023)
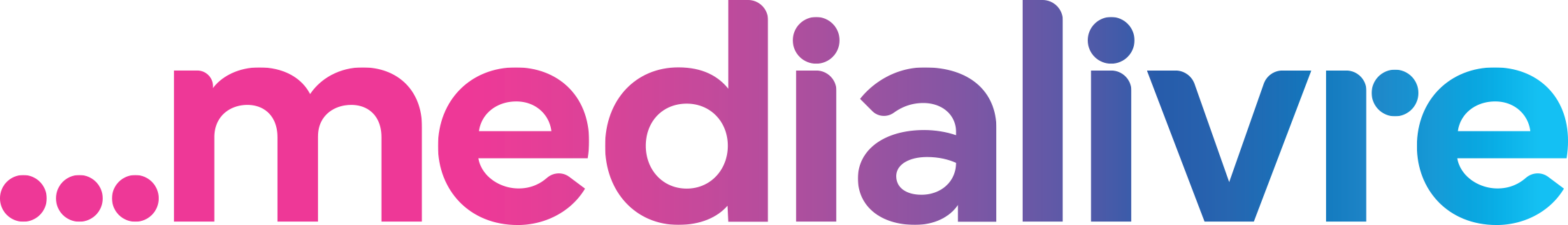
Logotipo da Medialivre (2023–presente)